# علي رودريغيس آراكي
خوسيه علي رودريغيس آراكيه (بالإسبانية: Alí Rodríguez Araque)‏ (9 سبتمبر 1937 - 19 نوفمبر 2018)، سياسي ومحامي ودبلوماسي فنزويلي. وكان المحرر العام للأوناسور حتى وفاته. كان وزير الطاقة الكهربائية للجمهورية الفنزويلية. كما كان سابقا قائد حرب عصابات شيوعي، وقام بالعديد من الحملات في حكومة هوغو شافيس، كوزارتي الطاقة الكهربائية والنفط، والسكرتير العام لمنظمة «أو بي إي بي» ورئيس منظمة «بي دي في إس آي» ومستشار الوزراة اخارجية، ووزير الاقتصاد والمالية وسفير فنزويلا بكوبا.

## الحياة الشخصية
ولد علي روديغيس في إيخيذو، ميريذا، في التاسع من أيلول 1937، ودرس المحاماة وأتقنها بالجامعة الفنزويلية المركزية بكاراكاس في 1961، وتعلم الدراسات الاقتصادية وتخصص بمادة النفط وكتب الكثير من الكتب حول الطاقة.

## بداية النشاطات الساسية
في بداية السيتينيات والسبعينيات، كان ناشط سياسي من المجموعات المسلحة الشمالية اللذين قاتلوا ضد الحكومات التي تدعى بـ " Pacto de Punto Fijo" والتي تعني إتفاقية النقطة الراسخة والتي أقرت بالتناوب الحصري للحزبين «سي أو بي إي آي» و «آي دي». اللذان تم اختيارهم بشكل ديمقراطي، لكنهما نبذا الشيوعية وبقية الأحزاباليمينية منها واليسارية، وتبنى على رودريغيس الاسم المستعار "Comandante Fausto" (قائد الإشراق) مقدما أوجه حرب عصابات موصوفا كخبير تفجيرات. في عام 1966 إنضم إلى حزب الثورة الفنزويلية، "Partido de la Revolución Venezolana" ذو الطريقة الماركسية حيث ساعد بنشاط قائد العصابات المسلحة دوغلاس برافو "Douglas Bravo".
في آب 1979، وبعد مشكلة بنائية عميقة داخلية في الحزب، منع ملفات المنظمة وأنشأ الطريق الثوري "Tendencia Revolucionaria وهي مجموعة شبه قانوناية والتي سلكت طريق الحرب منذ البداية، والقتال المسلح وفي الواقع لم تنجز أي تعزيزات كذرة الثورة حاليا.
في 1983 قرر على رودريغيس ترك الجيش حتى مابعد 1971، الرئيس رافييل كالديرا قرر منح وتهدئة على رودريغيس، حيث اتبع رودريغيس السياسة اهادئة البرلمانية لصالح الحزب الشيوعي "Causa R" من 1983 حتى 1997، وفي السنة الأخيرة انفصل عن حزبه، وتحالف مع حزب "Pablo Medina". ومنها بدأ منظمة جديدة " Patria Para Todos" والتي أُقرَّت وتم الاعتراف بها، وإتكأ على منظمة "golpista del 4 de febrero de 1992" وقائد الثورة المقدم هوغو شافيس، والذي رشح نفسه للرئاسة في انتخابات كانون الأول 1998 ونجح بها.
اكتسب رودريغيس سمعة المفاوض والباحث عن الصلح، على الرغم من أنه كان معارض على تخصيص النفط في التسعينيات.

## النشاط الرسمي الحكومي
تسلم رودريغيس منصب وزير الطاقة بفنزويلا بنهاية عام 1999، عندما استلم شافيس الرئاسة، وبقي حتى عام 2000، وثم في نفس السنة منصب السكرتير العام للـ OPEP حيث قلص إنتاج النفط من أجل زيادة سعرها في المخازن، وفي 31 حزيران 2002، ترك حملته لصديقه آلفارو سيلفا كالديرون.